# شبنم
شبنم (شبيه النعامة) (الاسم العلمي: Casuarius) هي جنس الطيور يتبع فصيلة الشبنمية من رتبة الشبنميات.
وهو طائر ضخم لا يطير، ويعتبر ثاني أكبر طائر في العالم بعد النعامة، يبلغ وزنه ما يقرب من 60 كيلوجراما، وفي بعض الأحيان قد يصبح أطول من الإنسان البالغ. يملك 3 مخالب قوية في كل قدم أطولها يبلغ 13 سم. يتغذى عادة على الفاكهة كما يأكل الحشرات والضفادع والحيوانات الصغيرة وفطريات عيش الغراب. تعتبر طيور الشبنم أخطر طيور العالم حيث أنها قادرة على توجيه ضربات قاتلة فوراً. وهو طائر عدواني لدرجة شديدة ومتقلب المزاج جداً خصوصاً إذا شعر بأنه مُحاصر أو إن كان مجروحاً. يصعب أن يتم الاحتفاظ بها في حدائق الحيوانات يصطاده السكان المحليون لمقايضته بثمانية خنازير أو لتقديمه مهراً للزواج
ويعتبر هذا الطائر من الطيور القليلة التي يقوم الذكر فيها برعاية الصغار وحضانتهم فالأنثى تضع عدد من البيوض بجوار كل ذكر تقابله ثم ترحل ويقوم الذكر برعاية البيت ثم الصغار لمدة 9 شهور .

## وصفه

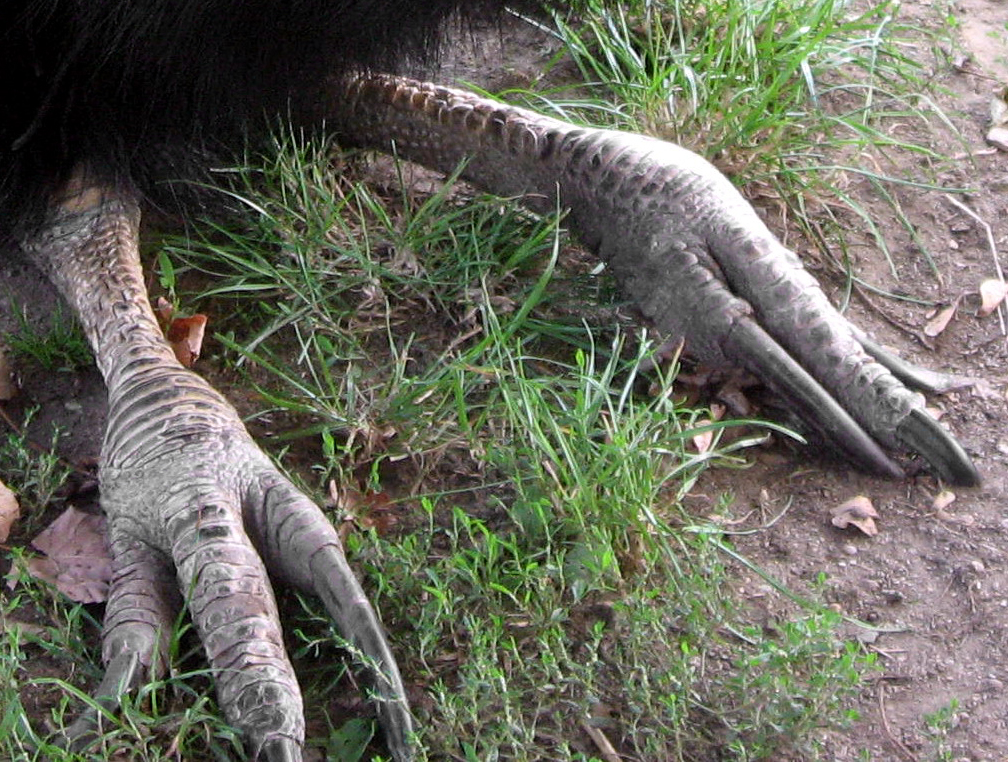
مخلب شبنم الجنوبي

طائر الشبنم طائر كبير الحجم لا يطير، يعود أصله إلى الغابات المطيرة في غينيا الجديدة والجزر القريبة منها وكذلك شمال شرق أستراليا، ولهذا الطائر ثلاثة أنواع حية غير منقرضة أشهرها الشبنم الجنوبي، الذي هو ثالث الطيور من حيث الطول، وثانيها من حيث الوزن، فلا يوجد طائر أكبر منه إلا النعامة والآمو.
يتغذى الشبنم بشكل أساسي على الفاكهة، وهو حيوان قارت يتغذى على المواد النباتية والحيوانية، فهو يأكل الأغصان وحبوب الأعشاب والفطريات، إضافة إلى اللافقاريات والفقاريات الصغيرة. والشبنم حيوان خجول جدا، ولكن إذا تعرض للإزعاج فقد يسبب إصابات خطيرة جدا للكلاب والبشر.
والشَّبنم شبيهٌ بالنعامة لكنه أصغر منها. يبلغ ارتفاعه خمسة أقدام (متراً ونصف). ريشُهُ بُنيّ ضاربٌ إلى السَّواد، يكاد يكون أقربَ شيء إلى الشَّعر. على رأسه شبهُ خوذة عظميّة ضخمة. أما الرأس نفسُه، والعنق أيضاً، فأجردان زاهيا الألوان. قائمتاه قويتان قادرتان على القضاء على الإنسان وإخماد أنفاسه. يعيش أزواجاً أزواجاً، أو جماعاتٍ جماعاتٍ، ويقتات بالثمار والحيوانات الصغيرة.

## موطنه الأصلي
موطنه غابات أستراليا وغينيا الجديدة.

## مخاطره
طبقاً لموسوعة غينيس للأرقام القياسية، تعتبر طيور الشبنم أخطر طيور العالم حيث أنها قادرة على توجيه ضربات قاتلة فوراً. هو طائر عدواني لدرجة شديدة ومتقلب المزاج جداً خصوصاً إذا شعر بأنه مُحاصر أو إن كان مجروحاً.
تعيش طيور الشبنم Cassowary في الغابات الاستوائية الماطرة في أستراليا وغينيا الجديدة وهي تظهر كأنها حيوانات خجولة وجميلة ولكن الحقيقة هي غير ذلك، إذا اقتربت من هذا النوع من الطيور قد تُصاب بشيئان لا ثالث لهما وهما ركلة تتسبب في كسر عظامك أو قتلك أو نقرة بالمخالب الحادة التي تشبه الخنجر .